# Дехта-Лісова Меланія Пилипівна
Меланія Пилипівна Дехта-Лісова (нар. 30 грудня 1910 (12 січня 1911), с. Перекіп, нині Валківського району Харківської області — пом. 11 березня 1997, Київ) — українська актриса, заслужена артистка УРСР (1960).

## Життєпис
1929 — закінчила театральну студію при Першому державному драматичному театрі УСРР ім. Т. Шевченка у Дніпропетровську.
1932 — закінчила Дніпропетровське театральне училище.
1939—1980 — актриса Сумського театру драми та музичної комедії ім. М. Щепкіна.
1960 року удостоєна звання заслуженої артистки УРСР.

## Родина
Дружина актора Івана Дехти, мати актриси Наталії Дехти.
Сестра, заслужена артистка України Чайка Варвара Пилипівна, була актрисою Київського драматичного театру імені Івана Франка.
Сестра, Ганна Пилипівна Соколова, була актрисою Київського драматичного театру імені Івана Франка.

## Ролі
- Анна («Украдене щастя» І. Франка)
- Ганна («Безталанна» І. Карпенка-Карого)
- Ганна Дзвонар («Восени, коли зацвіла яблуня…» Я. Верещака)
- Ганна Золотаренко («Навіки разом» Л. Дмитерка)
- Глафіра Фірсівна («Остання жертва» О. Островського)
- Гордиля («Циганка Аза» М. Старицького)
- Комісар («Оптимістична трагедія» В. Вишневського)
- Леді Мільфорд («Підступність і кохання» Ф. Шіллера)
- Мавра («У неділю рано зілля копала» за О. Кобилянською)
- Марія Тюдор («Марія Тюдор» В. Гюґо)
- Настя («Мати-наймичка» за Т. Шевченком)
- Недосекіна («Спадщина» А. Софронова)
- Оксана («Загибель ескадри» О. Корнійчука)
- Софія («Останні» М. Горького)